# Гленфіннан (віадук)

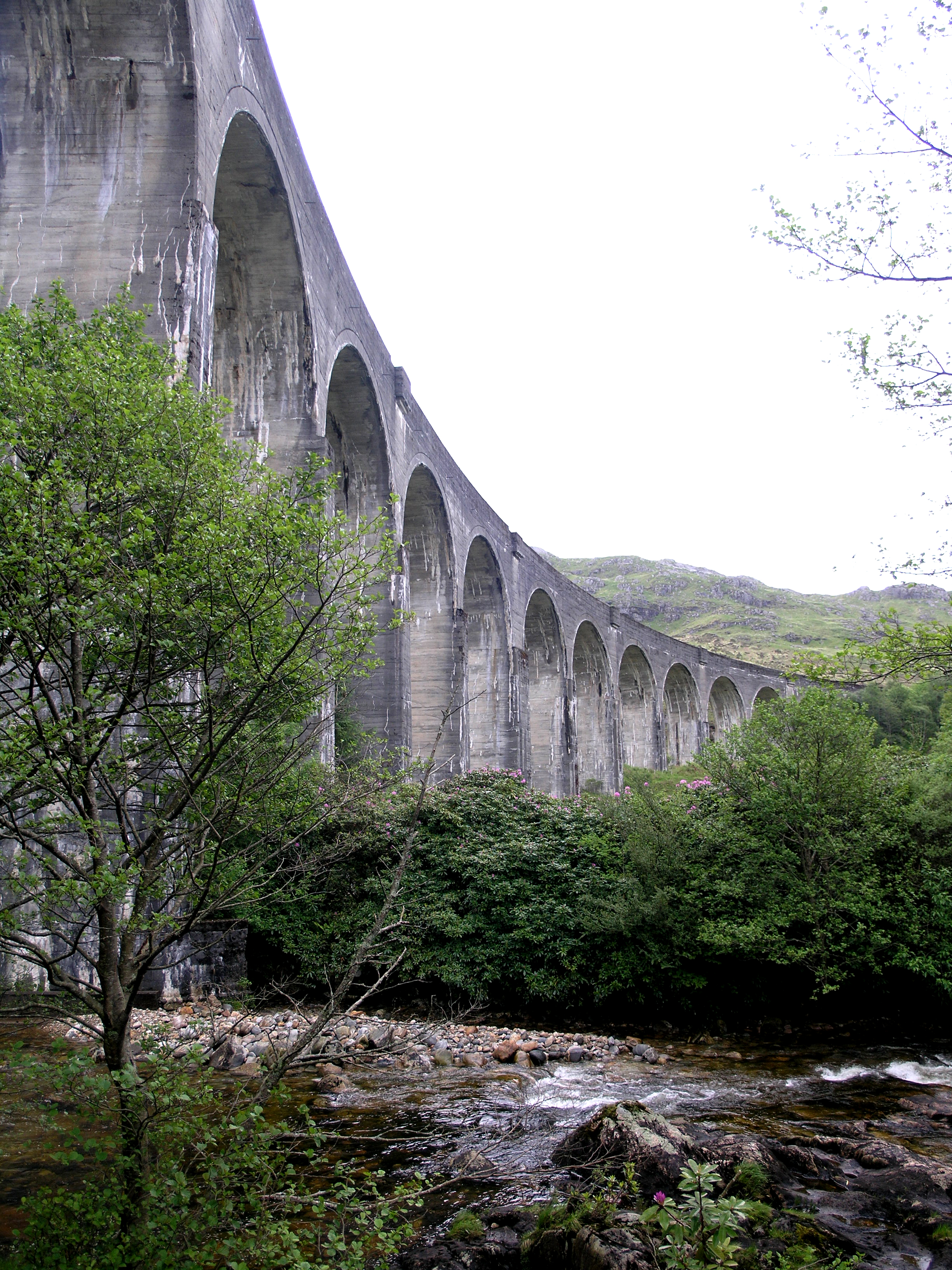
Одинадцять з двадцять одної арки

56°52′35″ пн. ш. 5°25′54″ зх. д. / 56.876303329211° пн. ш. 5.4316564244777° зх. д.
Гленфіннан (англ. Glenfinnan Viaduct) — залізничний віадук на лінії Вест-Гайленд у Гленфіннан, Лохабер, Гайленд, Шотландія, на дільниці між Форт-Вільям і Маллейг.  Було побудовано у період липень 1897 — жовтень 1898. Кошторисна вартість — £ 18,904. Розташовано у верхів'ях Лох-Шил на заході Гайлендс.
Конструкція —Віадук має двадцять одну арку і був на час спорудження найбільшою бетонною безарматурною спорудою у світі. Довжина віадуку — 380 м. Арки мають крок 15 метрів і максимальну висоту 30 м. 
Спорудження віадуку мало вирішальне значення для економіки регіону, що особливо потерпала після депортації шотландських горців на початку ХІХ сторіччя.
Лінія використовується пасажирськими поїздами, експлуатованих ScotRail на лінії Глазго Квін Стріт і Маллейг, як правило, дизель-поїзд. Влітку діє туристичний маршрут — Якобіт (паровоз), що є вельми популярним, віадук є однією з найвизначніших пам'яток лінії.
Культурне значення — віадук було показано у фільмах Ring of Bright Water, Шарлотта Грей, Monarch of the Glen (TV series), Stone of Destiny (film), Charlie & Louise – Das doppelte Lottchen, а також у серії фільмів Гаррі Поттер.
Віадук є на деяких шотландських банкнотах номіналом £ 10 випуску 2007 року